# Łukasz Dyczko
Łukasz Dyczko (ur. 15 września 1997 w Gorlicach) – polski saksofonista. Zwycięzca 18. Konkursu Eurowizji dla Młodych Muzyków (2016).

## Życiorys

### Rodzina i edukacja
Urodził się 15 września 1997 w Gorlicach, ale dorastał w Kobylance, a gdy miał 13 lat, przeprowadził się z rodziną do Katowic. Ma starszą siostrę i brata. 
W wieku trzech lat zaczął uczyć się śpiewu i gry na pianinie. W drugiej klasie szkoły podstawowej uczył się gry na flecie. W 2007 rozpoczął naukę gry na saksofonie w Państwowej Szkole Muzycznej I st. im. Ignacego Paderewskiego w Gorlicach. Ukończył naukę w Państwowej Ogólnokształcącej Szkole Muzycznej II stopnia im. Karola Szymanowskiego w Katowicach, również w klasie saksofonu, pod kierunkiem Bernarda Steuera.
W 2013 został stypendystą Krajowego Funduszu na rzecz Dzieci, Fundacji „Pro Musica Bona” oraz Fundacji „Sapere Auso”. Otrzymał też stypendium Ministra Kultury i Dziedzictwa Narodowego za lata 2014/2015. W 2016 podjął studia na Uniwersytecie Muzycznym Fryderyka Chopina w Warszawie w klasie saksofonu Pawła Gusnara.

### Kariera muzyczna
W kwietniu 2012 zajął drugie miejsce na XIX Śląskim Konkursie Instrumentów Dętych „Drewno dla najmłodszych”, organizowanym w Dąbrowie Górniczej. W grudniu tego samego roku zajął drugie miejsce w kategorii czwartej oraz pierwsze miejsce w kategorii siódmej w oktecie saksofonowym na X Międzynarodowym Festiwalu Saksofonowym w Przeworsku. W 2013 roku zdobył pierwsze miejsce na Międzynarodowym Konkursie Muzycznym „Marco Fiorindo”, organizowanym w Turynie. W 2014 zajął pierwsze miejsce na XI Międzynarodowym Festiwalu Saksofonowym w Przeworsku, a także pierwsze miejsce na I Śląskim Konkursie Saksofonowym w Katowicach. W 2015 został laureatem pierwszego miejsca X Ogólnopolskim Konkursie Młodych Instrumentalistów im. Stefanii Woytowicz w Jaśle. 
W marcu 2016 zajął pierwsze miejsce na Europejskim Forum Saksofonowym we Wrocławiu. W kwietniu wygrał tytuł Młodego Muzyka Roku 2016 po wykonaniu „Rapsodii na saksofon altowy” André Waigneina, dzięki czemu został reprezentantem Polski w 18. Konkursie Eurowizji dla Młodych Muzyków w Kolonii. W tym samym miesiącu, razem z kwartetem saksofonowym, zdobył Grand Prix na Konkursie Kameralnych Zespołów Dętych CEA w Kielcach, a także wyróżnienie I stopnia w kategorii zespół kameralny. W maju zajął drugie miejsce w XXXVII Konkursie Młodego Muzyka w Szczecinku oraz zdobył Grand Prix w III Ogólnopolskim Konkursie Instrumentów Dętych w Sosnowcu. 3 września zwyciężył w finale 18. Konkursu Eurowizji dla Młodych Muzyków, na którym wykonał kompozycję „Rapsodii na saksofon i orkiestrę” André Waigneina; w nagrodę otrzymał czek w wysokości 10 tys. euro i zaproszenie do wspólnego koncertu z orkiestrą symfoniczną stacji WDR. Po wygraniu konkursu był gościem wielu programów telewizyjnych, m.in. Pytanie na śniadanie w TVP2 i Dzień dobry TVN oraz audycji w Programu Pierwszego Polskiego Radia, a o jego sukcesie napisały największe polskie serwisy informacyjne i polityczne, m.in. TVN24, Onet.pl i WPolityce.pl oraz czasopisma, m.in. „Wprost” i „Angora”. Otrzymał też list gratulacyjny od Prezydenta RP Andrzeja Dudy. 1 października wystąpił na gali wręczenia nagród „Koryfeusz Polski”, do których był nominowany za debiut roku.